# Hemithea aestivaria
Hemithea aestivaria (Hübner, 1789) è un lepidottero appartenente alla famiglia Geometridae, diffuso in Eurasia e America Settentrionale.

## Descrizione
Tutte le ali dell'insetto adulto sono solitamente di colore verde scuro, con margini a scacchi grigi e bianchi e strette fasce bianche, due sull'ala anteriore, una sull'ala posteriore.
La colorazione verde tende a non attenuarsi nel tempo come invece avviene in altre emerald. 
Le ali posteriori hanno un termen (il margine dell'ala più distante dal corpo) con angolo netto, dando alla falena una forma molto caratteristica. L'apertura alare è di 30-35 mm. 
Sfarfalla al crepuscolo e di notte in giugno e luglio (questo vale per le Isole Britanniche; altrove la stagione dello sfarfallamento può essere diversa).
La larva è verde, con macchie rossastre-marroni e segni neri a forma di V sul dorso.
La giovane larva si nutre di parecchie piante, ma in seguito si nutre solo su alberi e cespugli. La specie trascorre l'inverno allo stadio di larva.

### Confusione con falene simili
La H. aestivaria può essere confusa con la Campaea margaritata (o ssp Campaea margaritata Kildare), che si distingue per:
- l'assenza del motivo sul margine delle ali (alternanza di sezioni bianche e nere che ricordano una scacchiera) e
- un addome verde, mentre quello della Hemithea aestivaria è talvolta bruno.

Può essere confusa anche con:
- la Geometra papilionaria,

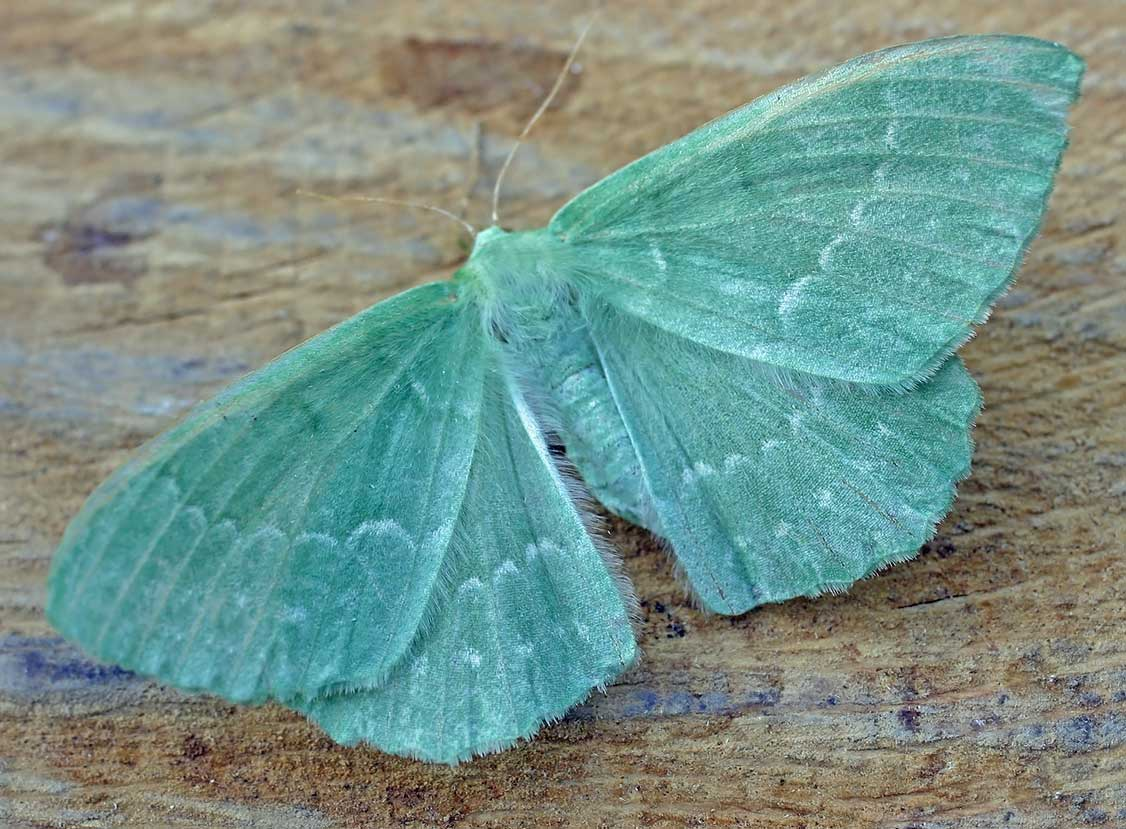
Geometra papilionaria

- altre falene verdi come la Synchlora herbaria (Fabricius, 1794) o la Nemoria rectilinea, che si trovano in America centrale e nelle Antille.

## Distribuzione e habitat
H. aestivaria è ubiquitaria nelle regioni neartica e paleartica e nel Vicino Oriente. Nelle Isole Britanniche, non è presente in Scozia, ma è altrove comune. 
Nel 1979 fu introdotta incidentalmente nella Columbia Britannica meridionale.

## Piante nutrici
Si riportano i generi di piante per cui è accertato che siano piante nutrici per H. aestivaria:
- Aralia
- Artemisia
- Betula
- Camellia
- Carpinus
- Castanea
- Citrus
- Corylus
- Crataegus
- Diervilla
- Hypericum
- Juglans
- Larix
- Ligustrum
- Malus
- Morus
- Photinia
- Prunus
- Quercus
- Rhamnus
- Ribes
- Rosa
- Rubus
- Salix
- Sorbus
- Tilia
- Vaccinium
- Viburnum

## Galleria d'immagini

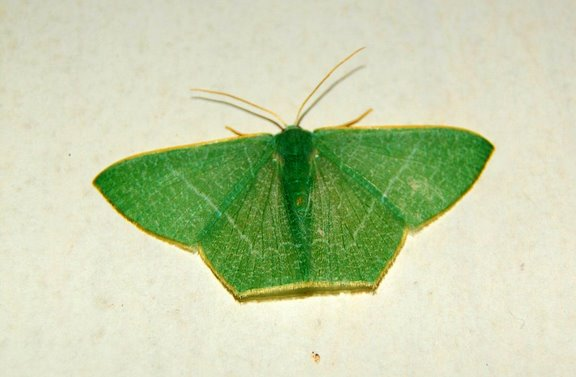
Common Emerald
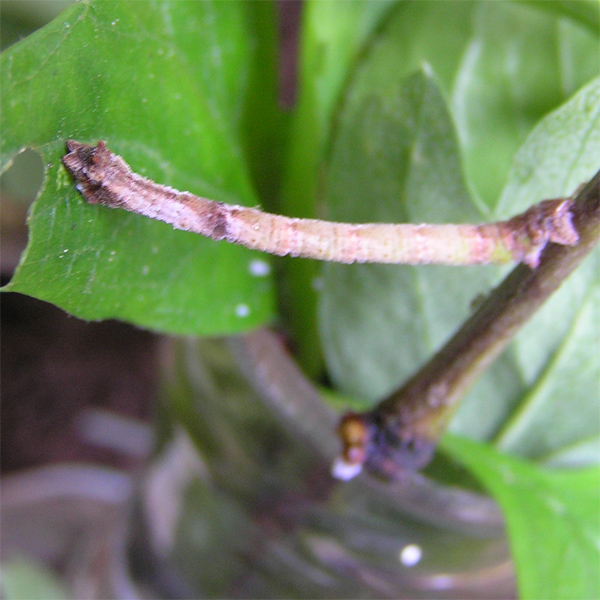
Larva di H. aestivaria